# Abidjan

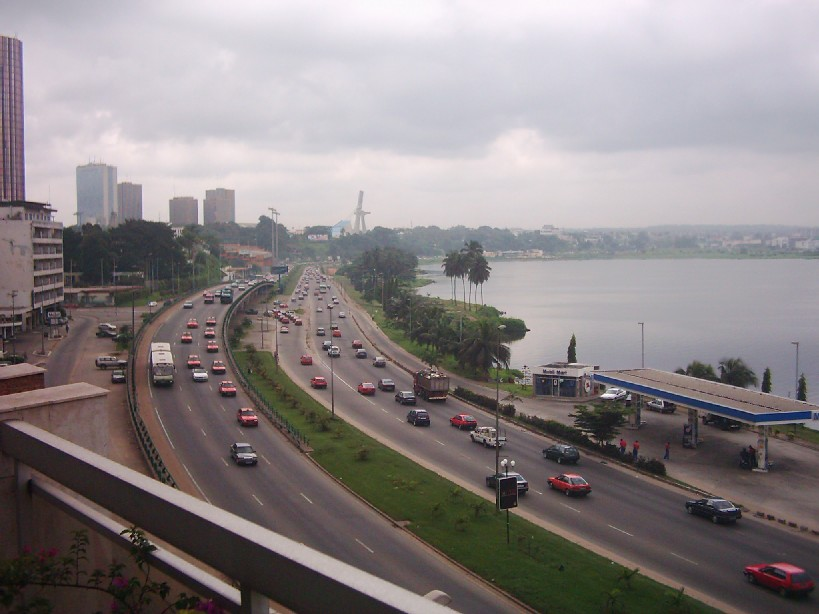
Abidjan

Abidjan là thành phố nằm ở Đông Nam của Bờ Biển Ngà, là thủ đô trên thực tế, cảng chính và là thành phố lớn nhất quốc gia này. Thành phố được xây dựng trên một khu vực hội tụ nhiều đảo, bán đảo được nối với nhau bằng cầu ở Phá Ébrié. Cảng hiện nay của thành phố được mở cửa năm 1950 khi Kênh đào Vridi cắt qua một bãi cát cửa sông, nối vùng phá khá sâu được bao bọc với Vịnh Guinée và Đại Tây Dương. Cảng này xuất khẩu cà phê, cacao, chuối, dứa, các sản phẩm cá và dầu cọ. Thành phố có các ngành công nghiệp: lắp ráp radio, xe ô tô, dệt may, sản phẩm thịt, quần áo, thực phẩm, chất dẻo, cao su, sản phẩm dầu mỏ. Du lịch cũng là một ngành ngày càng có tầm quan trọng. Thành phố này là một trục trung tâm của hệ thống đường bộ quốc gia và là ga cuối của Tuyến đường sắt Abidjan-Niger kéo dài đến phía Bắc đến Burkina Faso.
Abidjan là một thành phố lớn và hiện đại với các công viên, các đại lộ rộng rãi. Abidjan là một ngôi làng nhỏ năm 1904, khi nó trở thành một điểm cuối của tuyến đường sắt đi vào trong lục địa nhưng nó không có cảng và phát triển chậm. Năm 1934, nó kế tục Bingerville làm thủ đô của thuộc địa Bờ Biển Ngà thuộc Pháp, một vị thế nó đã giữ sau khi thuộc địa này giành được độc lập năm 1960. Dù Yamoussoukro đã được chọn làm thủ đô hành chính năm 1983, Abidjan vẫn là trung tâm của cuộc sống thương mại và văn hóa của Bờ Biển Ngà.
Vào năm 2025, một cuộc cải tổ lớn các tên gọi từ thời thuộc địa sẽ được sắp xếp lại thành những tên gọi mang tính châu Phi hơn.